# Клоштар Иванић
Клоштар Иванић је насељено место и средиште општине у западној Мославини, Загребачка жупанија, Хрватска. До нове територијалне организације подручје општине налазило се у саставу бивше велике општине Иванић Град.

## Историја
Када је 1288. године основан Иванић-Град повељом бискупа Албена, већ је поред њега као новог места постојао Стари Иванић односно Клоштар Иванић. у Старом Иванићу су живели кметови и ту је владао сурови феудални поредак.

## Становништво
На попису становништва 2011. године, општина Клоштар Иванић је имала 6.091 становника, од чега у самом Клоштар Иванићу 3.583.

## Попис1991.
На попису становништва 1991. године, насељено место Клоштар Иванић је имало 2.568 становника, следећег националног састава:
| Попис 1991.‍   | Попис 1991.‍  | Попис 1991.‍ | Попис 1991.‍ | Попис 1991.‍ |
| ------------- | ------------ | ----------- | ----------- | ----------- |
|               |              |             |             |             |
| Хрвати        | Хрвати       |             | 2.429       | 94,58%      |
| Југословени   | Југословени  |             | 31          | 1,20%       |
| Срби          | Срби         |             | 19          | 0,73%       |
| Албанци       | Албанци      |             | 10          | 0,38%       |
| Муслимани     | Муслимани    |             | 10          | 0,38%       |
| Словенци      | Словенци     |             | 8           | 0,31%       |
| Чеси          | Чеси         |             | 3           | 0,11%       |
| Власи         | Власи        |             | 1           | 0,03%       |
| Мађари        | Мађари       |             | 1           | 0,03%       |
| остали        | остали       |             | 1           | 0,03%       |
| неопредељени  | неопредељени |             | 17          | 0,66%       |
| регион. опр.  | регион. опр. |             | 1           | 0,03%       |
| непознато     | непознато    |             | 37          | 1,44%       |
| укупно: 2.568 |              |             |             |             |